# Tour des Pays-Bas
Le Tour des Pays-Bas, est une ancienne course cycliste par étapes disputée aux Pays-Bas. Créé en 1948, il a été sponsorisé par la société Eneco à partir de 2001 et s'est dès lors appelé Eneco Tour ou Eneco Ronde van Nederland. Depuis 2005, il est remplacé par l'Eneco Tour, épreuve figurant au calendrier de l'UCI ProTour et passant par la Belgique.
La course est relancée en 2025 sous le nom du Tour of Holland, classée en catégorie 2.1 dans l'UCI Europe Tour,.

## Palmarès

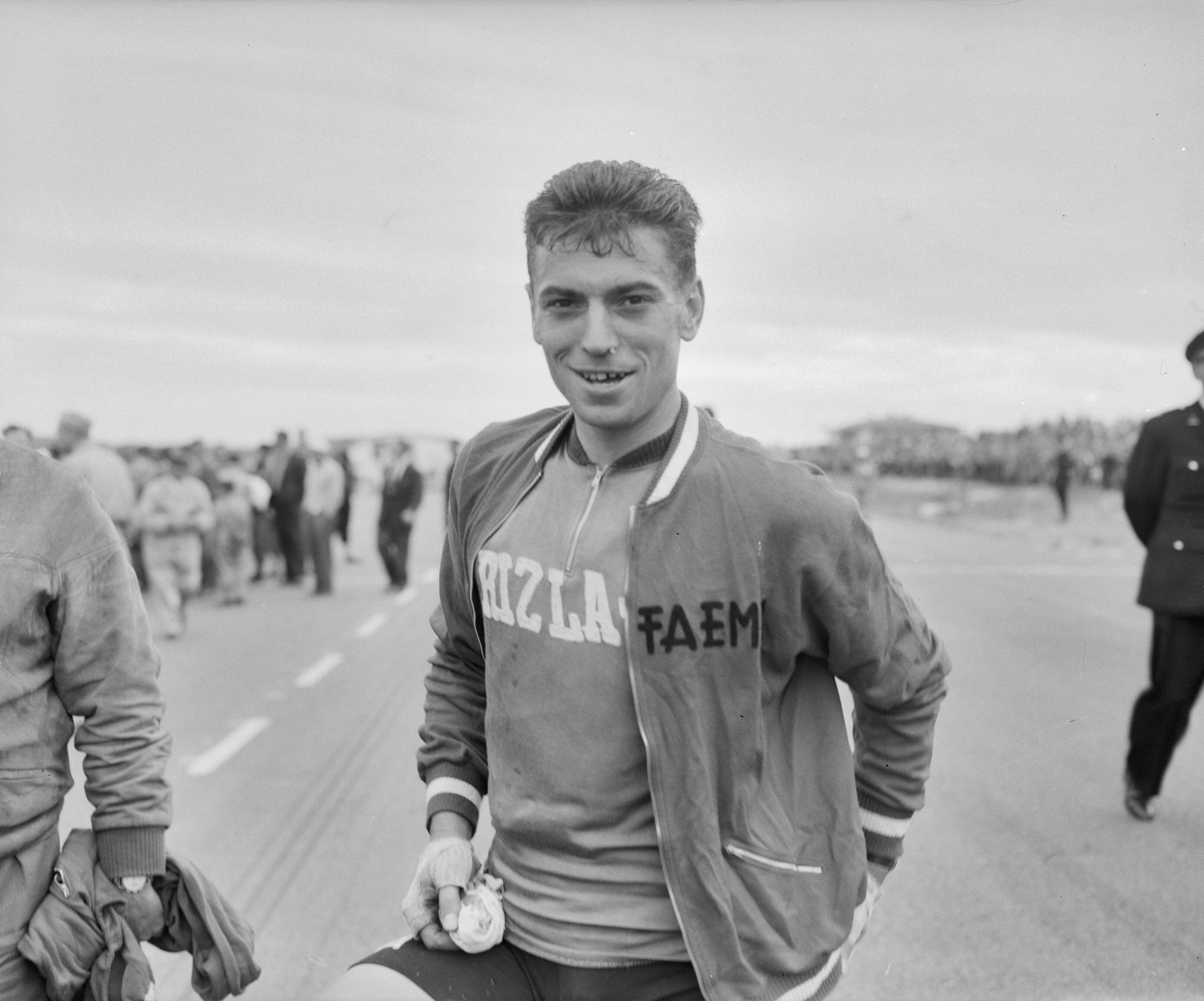
Le Belge Rik Van Looy sur le circuit de Zandvoort après avoir remporté la 3e étape du Tour des Pays-Bas 1956

| Année | Vainqueur               | Deuxième                 | Troisième            |
| ----- | ----------------------- | ------------------------ | -------------------- |
| 1948  | Emile Rogiers           | Jean Goldschmit          | Arie Vooren          |
| 1949  | Gerrit Schulte          | Désiré Keteleer          | Bouk Schelligerhoudt |
| 1950  | Henk Lakeman (nl)       | Jules Depoorter          | Norbert Callens      |
| 1951  | Jean Bogaerts           | Jozef Van Staeyen        | Jozef De Feyter      |
| 1952  | Wim van Est             | Wout Wagtmans            | Gerrit Voorting      |
| 1954  | Wim van Est             | Gerrit Schulte           | Gerrit Voorting      |
| 1955  | Piet Haan (nl)          | Wim van Est              | Hein Van Breenen     |
| 1956  | Rik Van Looy            | Guido Carlesi            | Wim van Est          |
| 1957  | Rik Van Looy            | Wim van Est              | Piet Van Den Brekel  |
| 1958  | Piet van Est            | Peter Post               | Léo van den Brand    |
| 1960  | Peter Post              | Roger Baens              | Coen Niesten         |
| 1961  | Dick Enthoven           | Huub Zilverberg          | Joop Captein (nl)    |
| 1963  | Lex van Kreuningen (nl) | Lambert van de Ven       | Théo Nijs            |
| 1965  | Jan Janssen             | Bastian Aliepaard        | Joseph Huysmans      |
| 1975  | Joop Zoetemelk          | Frans Verbeeck           | Gerard Vianen        |
| 1976  | Gerrie Knetemann        | Ludo Peeters             | Joseph Jacobs        |
| 1977  | Bert Pronk              | Sean Kelly               | Rudy Pevenage        |
| 1978  | Johan van der Velde     | Etienne Van Der Helst    | Rudy Pevenage        |
| 1979  | Jan Raas                | Gerrie Knetemann         | Daniel Willems       |
| 1980  | Gerrie Knetemann        | Ludo Delcroix            | Gery Verlinden       |
| 1981  | Gerrie Knetemann        | Hennie Kuiper            | René Martens         |
| 1982  | Bert Oosterbosch        | Jan Raas                 | Gerrie Knetemann     |
| 1983  | Adri van Houwelingen    | Johnny Broers            | Herman Frison        |
| 1984  | Johan Lammerts          | Jos Lammertink           | Gert-Jan Theunisse   |
| 1985  | Eric Vanderaerden       | Theo de Rooij            | Adri van Houwelingen |
| 1986  | Gerrie Knetemann        | Gerrit Solleveld         | Peter Pieters        |
| 1987  | Teun van Vliet          | Marc Sergeant            | Adrie van der Poel   |
| 1988  | Thierry Marie           | Erik Breukink            | Peter Stevenhaagen   |
| 1989  | Laurent Fignon          | Thierry Marie            | Eddy Schurer         |
| 1990  | Jelle Nijdam            | Erik Breukink            | Thierry Marie        |
| 1991  | Frans Maassen           | Olaf Ludwig              | Eddy Schurer         |
| 1992  | Jelle Nijdam            | Thierry Marie            | Laurent Bezault      |
| 1993  | Erik Breukink           | Jelle Nijdam             | Olaf Ludwig          |
| 1994  | Jesper Skibby           | Djamolidine Abdoujaparov | Dario Bottaro        |
| 1995  | Jelle Nijdam            | Viatcheslav Ekimov       | Flavio Vanzella      |
| 1996  | Rolf Sørensen           | Lance Armstrong          | Viatcheslav Ekimov   |
| 1997  | Erik Dekker             | Peter Meinert            | Jan Ullrich          |
| 1998  | Rolf Sørensen           | Viatcheslav Ekimov       | Peter Van Petegem    |
| 1999  | Sergueï Honchar         | Erik Dekker              | Dylan Casey          |
| 2000  | Erik Dekker             | Robert Hunter            | Servais Knaven       |
| 2001  | Léon van Bon            | Erik Dekker              | Sergueï Honchar      |
| 2002  | Kim Kirchen             | Erik Dekker              | Víctor Hugo Peña     |
| 2003  | Viatcheslav Ekimov      | Bradley McGee            | Sergueï Honchar      |
| 2004  | Erik Dekker             | Viatcheslav Ekimov       | Marc Wauters         |